# Matrimoniologie
Matrimoniologie je věda o manželství, specializovaný obor psychologie, zabývající se především manželskými vztahy.
Tímto oborem se zabýval jeho zakladatel Miroslav Plzák. Další psychologové jsou např. Petr Šmolka, brněnský psycholog Ivo Plaňava, Markéta Kavale, Tomáš Novák aj.